# Elpidio Valdés
Elpidio Valdés es un personaje de dibujos animados e historieta, protagonista de una serie de largometrajes, cortometrajes y tiras del mismo nombre. Fue creado en 1970 por el dibujante y cineasta cubano Juan Padrón, considerado el padre de la animación cinematográfica cubana y director de los tres primeros largometrajes de animación producidos por el Instituto Cubano del Arte e Industria Cinematográficos. Transmitidos por Televisión Cubana y Telemadrid de España.
Elpidio Valdés representa a un coronel mambí que lucha por la liberación de su patria del colonialismo español, al mando de un escuadrón de caballería, y representa a los campesinos cubanos que en el siglo XIX se unieron a esclavos, y algunos terratenientes para formar el Ejército Libertador.
Su nombre y apellido son los de su padre, también oficial del Ejército Libertador, que muere en combate. La obra es catalogada como símbolo de Cuba e icono del cine cubano de animación. Su popularidad en infantes, jóvenes y adultos por el humor de esta serie hace a Elpidio Valdés una obra memorable junto con las demás obras de Juan Padrón.

## El personaje
Elpidio Valdés nace en la década de 1870 en Cundiamor de Vereda Baja, cerca de Tocororo Macho (pueblo ficticio) en un campo de batalla durante la Guerra de los Diez Años. Hijo de un oficial mambí y una mujer campesina. En 1895, se incorpora al Ejército Libertador al inicio de la Guerra de Independencia (según las historietas impulsado por su tío Tobías, el cual le regala una guarda para su machete). Su padre cae en una emboscada al inicio de la guerra ya que la posición de su campamento fue vendida por un traidor del ejército mambí, posteriormente su madre continua colaborando desde el exilio y muere poco tiempo después de un intento de enviar armas al ejército desde Estados Unidos. Elpidio alcanza el grado de coronel y sobrevive al fin de la guerra y durante la República. Se casa en plena contienda con su novia María Silvia, con la que tiene un hijo al que llaman Elpidito.
La historia del personaje se cuenta en las historietas lanzadas en revistas como Zunzún y en libro Aventuras de Elpidio Valdés, publicado originalmente en 1979 y que ha tenido siete reimpresiones. Estas historietas han servido de piloto para posteriores cortos animados y tres largometrajes realizados por el ICAIC (uno de ellos en colaboración con una entidad española).
Como nota curiosa, la primera aparición del personaje es en una historieta que nada tiene que ver con el contexto en que se desarrollaría posteriormente.
Elpidio Apareció por primera vez como personaje extra en la historieta de samuráis de Padrón: Kashibashi .Entonces Padrón se encariña más con Elpidio que cambió la historia poniendo a Elpidio como protagonista titulando a la historieta: Elpidio Valdés contra los ninjas. En la que el "manigüero" viaja a Japón para destruir un arma secreta que las tropas colonialistas de España tenían en ese país. 
En los cortos animados y los largometrajes destaca el cuidadoso trabajo de investigación respecto a las estrategias de guerra, armamentos y vestuario de los contendientes. En ocasiones se recrean hechos históricos reales y siempre se aprecia un fino sentido del humor.
"Elpidio Valdés regresa a una época donde la Isla encontró su fisonomía, se hizo de una constitución, de un himno y héroes propios. Y ese pasado mítico donde la serie abreva se construyó a fuerza de choteo, emparentado desde sus orígenes con la “disciplina”, el “largo y sostenido esfuerzo”, y la “constante reflexión” que exige una empresa bélica. Por fortuna Juan Padrón ha logrado conciliar la solemnidad de toda guerra con el carácter cubano, probando de una vez que no son excluyentes".

## Personajes que co-protagonizan las series
- María Silvia, la novia y luego esposa de Elpidio, sobrina del Jefe del cuerpo de voluntarios del pueblo.
- Palmiche, su caballo de varias tonalidades de carmelita y naranja.
- Comandante Marcial, su ayudante y fiel amigo de Elpidio.
- General Resóplez, su mayor enemigo.
- Coronel Andaluz, ayudante de Resóplez.
- Coronel Cetáceo, sobrino de Resóplez, y prometido de María Silvia hasta que ella se convierte en insurrecta.
- Pepito, niño, soldado mambí y corneta de las tropas.
- Eutelia, niña y ayudante de María Silvia.
- Mister Chains, latifundista estadounidense.
- Media Cara, capitán de la contraguerrilla.
- El Sheriff, bandido amigo de Mister Chains
- Oliverio, inventor de la tropa.
- General Pérez Pérez, jefe de Elpidio.
- Cortico, contraguerrillero de Media Cara.
- Pomarosa, vaca que ayuda a las tropas.
- Fico, tirador del ejército mambí que demuestra su audacia con el manejo de un trabuco.

## Artistas de los dibujos animados
El creador, guionista y director principal de la serie es Juan Padrón. Además han participado como directores Tulio Raggi, Mario Rivas y Juan Ruiz.
El tema musical de la serie original Balada de Elpidio está compuesto e interpretado por Silvio Rodríguez sobre la música de Lucas de la Guardia. El tema del segundo largometraje y de las segunda y tercera series de cortometrajes es de Daniel Longrés.
Las voces de Elpidio y de varios de los personajes son del actor cubano Frank González. Otras voces protagonistas las aportan o aportaron los actores Tony González, Manuel Marín, Eddy Vidal, María Eugenia García, Irela Bravo, Juan Julio Alfonso, Teresita Rúa y Erdwin Fernández.

## Largometrajes
- Elpidio Valdés (ICAIC, 1979).
- Elpidio Valdés contra Dólar y Cañón (ICAIC, 1983).
- Elpidio Valdés contra el Águila y el León. (ICAIC - Telemadrid, 1995).

## Series de televisión
- Más se perdió en Cuba'. Versión extendida en 5 capítulos del largometraje Elpidio Valdés contra el Águila y el León.

## Cortometrajes
- Elpidio Valdés contra el tren militar (1974)
- Una aventura de Elpidio Valdés (1974)
- El machete (1975)
- Clarín mambí (1976)
- Elpidio Valdés asalta el convoy (1976)
- Elpidio Valdés contra la policía de Nueva York (1976)
- Elpidio Valdés está rodeado (1977)
- Elpidio Valdés encuentra a Palmiche (1977)
- Elpidio Valdés contra los rayadillos (1978)
- Elpidio Valdés fuerza la trocha (1978)
- Elpidio Valdés y el fusil (1979)
- Elpidio Valdés contra la cañonera (1980)
- Elpidio Valdés en campaña de verano (1988)
- Elpidio Valdés ¡Capturado! (1988)
- Elpidio Valdés ataca a Jutía Dulce (1988)
- Elpidio Valdés y el 5.º de cazadores (1988)
- Elpidio Valdés y Palmiche contra los lanceros (1989)
- Elpidio Valdés y la abuelita de Weyler (1989)
- Elpidio Valdés se casa (1991)
- Elpidio Valdés conoce a Fito (1992)
- Elpidio Valdés y los inventores (1992)
- Elpidio Valdés contra el fortín de hierro (2000)
- Elpidio Valdés se enfrenta a Resóplez (2000)
- Pepe descubre la rueda (2002)
- Elpidio Valdés ataca Trancalapuerta (2003)
- Elpidio Valdés ordena misión especial (2015)

### Posibilidad de nuevas series de cortometrajes
A Juan Padrón le dijeron en una entrevista que no están seguros de que pasaría con su obra si un día lamentablemente no esté. Juan Padrón responde alegremente: 

No sé, no pienso morirme por ahora. Para exactamente eso estoy preparando este material para que la gente pueda hacerlo. A mí no me gustaría que me enterraran y enterraran también a Elpidio Valdés porque si no se fueran yendo en el tiempo las películas que hizo Padrón y ya ¡No las ponen más!. Yo quisiera que fuese un personaje que siguiera en la mente de los cubanos.
 Juan Padrón ' 'Entrevista a RT en español '  '

## Edición impresa
La historieta vio la luz en 1970 en la revista impresa Pionero y durante la década de 1980 se publicaba mensualmente en la revista Zunzún.